# Häberlings
Häberlings ist ein Weiler der Gemeinde Aichstetten im Landkreis Ravensburg in Baden-Württemberg.

## Geografie
Der Ort liegt circa drei Kilometer nordwestlich von Aichstetten und ist über die Kreisstraße 7920 zu erreichen.

## Geschichte
Häberlings wurde 1932 von Aitrach nach Altmannshofen umgemeindet. Im Zuge der Gemeindegebietsreform in Baden-Württemberg wurde am 1. Juli 1971 Häberlings als Ortsteil der ehemaligen Gemeinde Altmannshofen nach Aichstetten eingemeindet.